# Saint-Maurin
Saint-Maurin is een gemeente in het Franse departement Lot-et-Garonne (regio Nouvelle-Aquitaine) en telt 445 inwoners (2005). De plaats maakt deel uit van het arrondissement Agen.

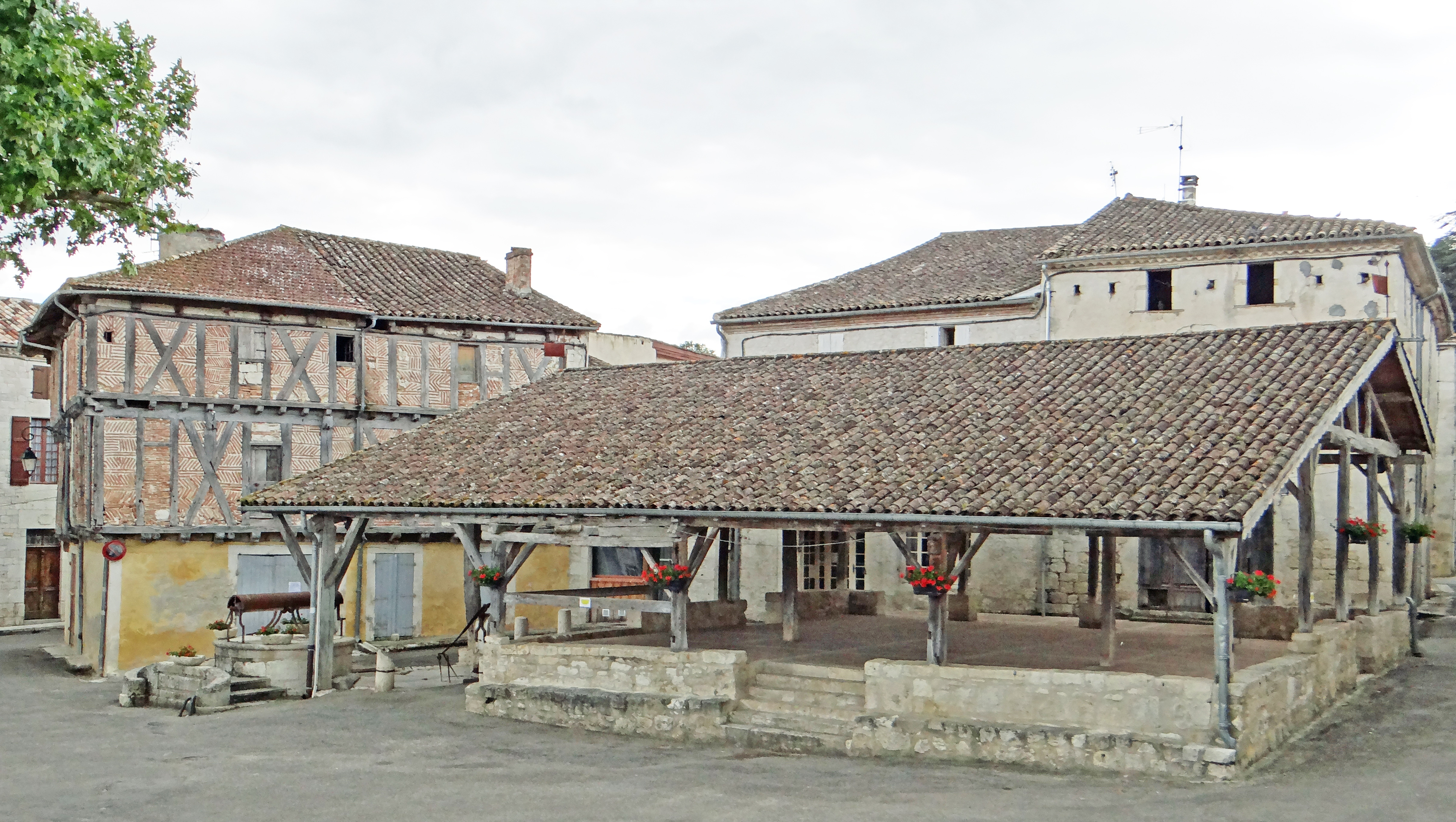
Dorpsplein
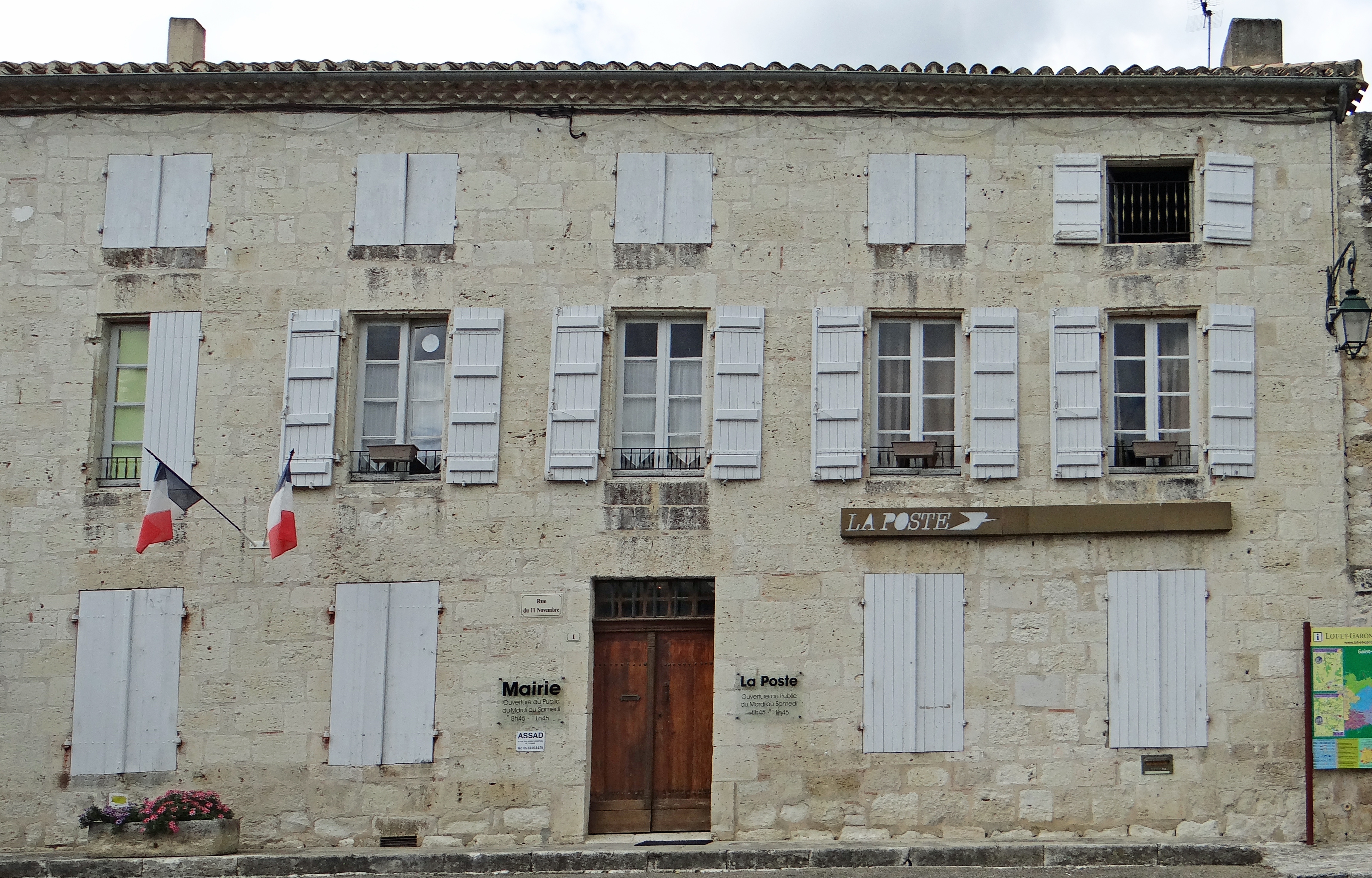
Gemeentehuis

## Geografie
De oppervlakte van Saint-Maurin bedraagt 21,7 km², de bevolkingsdichtheid is 20,5 inwoners per km².
De onderstaande kaart toont de ligging van Saint-Maurin met de belangrijkste infrastructuur en aangrenzende gemeenten.

## Demografie
Onderstaande figuur toont het verloop van het inwonertal (bron: INSEE-tellingen).